# Чеченская мафия
Чеченская мафия (чечен. Нохчийн мафи, Noxçiyn mafi) — организованные преступные группировки, сформированные чеченцами.

## Зарождение и деятельность
В Москве представители чеченской ОПГ начали действовать с середины 1980-х годов. В начале 1990-х годов группировки активно действуют в гостиничном и игорном бизнесе. Главными лидерами были Хож-Ахмет Нухаев («Хожа»), Николай «Хоза» Сулейманов, Мовлади Атлангериев, Султан Даудов («Султан Балашихинский»).
В 1992—1994 годы из девяти банков Чечни поступило 485 фальшивых авизо на сумму 1 трлн рублей. Следственный комитет МВД раскрыл деятельность группы, в которую входили Хусейн Чекуев, Шаман Зелимханов и Али Ибрагимов. Было возбуждено 250 уголовных дел и выявлено 2,5 тысяч фальшивых авизо на сумму более 270 млрд рублей.

## Поддержка вооружённых формирований сепаратистов
Как пишет «Российская газета», некоторые чеченские преступные группировки, которые действовали во многих российских городах и контролировали около 2 тысяч коммерческих фирм и банков, являются одним из основных источников финансирования незаконных вооружённых формирований. По данным заместителя директора Федеральной службы налоговой полиции России Асланбека Хаупшева, чеченская диаспора Москвы контролировала десятки кредитно-финансовых учреждений, через которые происходило отмывание денег.
С 1997 года чеченские преступные группировки начали создавать механизмы по отмыванию денег в банках Краснодарского и Ставропольского краёв, в Ростовской области.
С 1996 года до 80 % нефти, добываемой в Чечне, расхищалось и перерабатывалось на подпольных кустарных производствах. В январе-мае 1999 года из трубопровода, проходящего по территории Чечни, похищено 120 тысяч тонн азербайджанской нефти. Помимо этого концерн «Чечентранснефть» получил 65 миллионов рублей за обеспечение данного транзита.
В 1999 году управление ФСНП по Краснодарскому краю возбудило 9 уголовных дел против руководителей организаций, находящихся под контролем чеченских преступных группировок, и провело мероприятия в отношении 71 предприятия. Управление по Ставропольскому краю выявило 5 организованных преступных сообществ, причастных к деятельности ряда коммерческих структур, и провело оперативно-розыскные мероприятия в отношении подозреваемых в финансировании бандитских формирований в Чечне. В Карачаево-Черкесии было проверено 12 коммерческих организаций, зарегистрированных на участников бандформирований, и более 20 организаций, подконтрольных преступникам. В 1999 году ликвидирован ряд источников доходов чеченских преступных групп в Приморском крае, Астраханской, Новгородской и Липецкой областях.
С начала 1990-х годов выходцы из Чечни создали в Самаре и Тольятти коммерческие структуры при поддержке чеченских преступных группировок. По данным журнала «Профиль», тольяттинская чеченская ОПГ перечисляла незаконным бандитским формированиям сепаратистов до $1 млн ежемесячно с начала войны в Чечне. По словам президента ассоциации ветеранов антитеррористической группы «Альфа» Сергея Гончарова, «значительную часть денег террористы получают от представителей чеченской диаспоры в России». После того, как сепаратист Умаров объявил о создании т. н. «Кавказского эмирата» и призвал к войне с Россией, в Тольятти был взорван автобус, при этом погибло 8 человек.
В 2004 году были задержаны лидеры чеченских преступных групп Омар Бекаев (Омар Уфимский) и Салман-Парусей Абдурзаков (Тимур Саратовский), подозреваемые в финансировании формирований сепаратистов. Оба гражданина, по сведениям издания «Коммерсантъ», имели статус «воров в законе». Как сообщил представитель ГУБОП, «пожертвования криминальных лидеров — одна из статей доходов полевых командиров в Чечне, поэтому наши оперативники постоянно нацелены на выявление и задержание таких лидеров и авторитетов». По данным МВД, в 1990-е годы Бекаев руководил преступной деятельностью нескольких чеченских группировок в Башкортостане.

## В других странах
Чеченские преступные группировки также действуют за пределами России.
По словам представителя Главного управления уголовной полиции Латвии, чеченская преступная группировка является одной из наиболее опасных. Деятельность чеченской ОПГ связана с Вентспилсским нефтетерминалом, члены группировки распространяли фальшивые деньги, пытались поставить под контроль нефтебизнес, банки, строительство.

## Родственные банды, связанные с чеченской мафией
- Банда Руслана Мукаева — в 1990-е годы занималась чёрным риэлторством, захватом заложников, торговлей людьми.
- Лазанская организованная преступная группировка — в 1990-е годы занималась вымогательством, рэкетом, мошенничеством, заказными и семейными убийствами, захватом заложников, отмыванием денег, наркотрафиком, торговлей крадеными автомобилями.
- Шамадовская организованная преступная группировка — в 1990-е годы занималась рэкетом, вымогательством, кражами, мошенничеством, заказными убийствами, отмыванием денег.